# 鮑藹倫
鮑藹倫（英文：Ellen Pau）是一位香港藝術家、策展人及研究员，亦是錄映太奇 （页面存档备份，存于）的共同創辦人和微波國際新媒體藝術節的首任藝術總監。Para Site於2018年為鮑藹倫舉行其首個回顧展，展出由1980年代至今的主要錄像裝置作品。

## 簡歷
鮑藹倫於1985年畢業於香港理工學院的放射診斷課程，曾於瑪麗醫院擔任放射技師。在學期間，她擔任過舞台劇演員、音樂編輯以及曾組織演出。她同時加入實驗劇團進念二十面體，並於劇團中獲得對當代藝術的進一步認識。鮑藹倫為一位自學的藝術家，她於2008年在香港中文大學獲得視覺文化碩士學位。
鮑藹倫對藝術及科技的興趣或來自她於8歲時所參觀過的1970年日本萬國博覽會。該次在日本大阪舉行的萬博在香港以及其他亞洲地區被大力宣傳。鮑藹倫及其家人當時於萬博逗留了數天，並到訪了大部分的展館。其中一個展館，展出了包含多個螢幕以及作奇趣行為的人，這個展館讓她留下深刻印象。鮑藹倫其後發現，該展出為美國著名實驗演出團體Experiments in Art and Technology (E.A.T.) 於百事可樂館的展演項目 （页面存档备份，存于）（1968-1972）。

## 工作
受1960年代電影制作人及藝術家Jean-Luc Godard及Martha Rosler等人所啟發，鮑藹倫在1984年創作了其首套超8米厘作品《手套》。在1990年代初，她開始創作錄像裝置，例如與陳碧如及載美玲共同創作的《貞潔傳奇》，以及1998年的《循環影院》。《循環影院》為一段模糊地捕捉車輛在香港高速公路上移動的錄像，曾展出於2001年第49屆威尼斯雙年展的香港館，及2017年古根漢姆美術館的展覽 Art and China after 1989: Theater of the World。
鮑藹倫積極參與藝術界的策展及組織工作。作為獨立藝術圈的支持者，她亦經常就增加撥款及展出機會予非傳統藝術工作者作倡議。在1986年，她與黃志輝、馮美華及毛文羽共同創立香港歷史最悠久的影像及媒體藝術空間錄映太奇 （页面存档备份，存于） （页面存档备份，存于）。1996年，她創辦微波國際新媒體藝術節，一個包含展覽、會議、研討會、校園巡迴的年度活動。於2008年，她獨立策劃香港藝術館的展覽「數碼演義」。 鮑藹倫在2013年至2019年間，經電影藝術範疇的提名推選活動選出並獲任命為香港藝術發展局成員。於2014年，她被委任為西九文化區M+臨時購藏委員會委員，就藏品發展提供意見。
鮑藹倫的作品被收藏於：錄映太奇媒體藝術收藏（VMAC）、錄像局 （页面存档备份，存于） 、M+及亞洲藝術文獻庫 （页面存档备份，存于）。

### 錄像作品
| 名稱                          | 年份      | 長度  | 格式               | 備註                                                                       |
| ----------------------------- | --------- | ----- | ------------------ | -------------------------------------------------------------------------- |
| 手套                          | 1984      |       | Super-8 film       |                                                                            |
| 裂像                          | 1987      | 9:37  | Betamax            |                                                                            |
| 火祭                          | 1988      | 3:12  | Video 8            |                                                                            |
| 躝開                          | 1988      | 1:30  | Video 8            |                                                                            |
| 她去                          | 1988      | 3:12  | Video 8            |                                                                            |
| 溜                            | 1988      | 3:00  | Video8 (NTSC)      |                                                                            |
| 估領袖                        | 1989      | 5:59  | VHS                |                                                                            |
| 愛在瘟疫蔓延時                | 1989      | 4:16  | Video 8            |                                                                            |
| 借頭借路 II                   | 1989      | 5:49  | V8                 | 以Betamax編輯                                                              |
| 藍                            | 1989      | 7:58  | V8                 | 以Betamax編輯                                                              |
| 兩套唔到岸                    | 1990      | 5:40  | VHS                |                                                                            |
| 卡拉（超住你地）OK            | 1990      | 9:23  |                    | 與游靜、黃志輝合作                                                         |
| 錄像肚臍                      | 1990      | 5:00  | Video 8            |                                                                            |
| 貞潔傳奇                      | 1990      |       | 錄像裝置           |                                                                            |
| 似是故人來                    | 1992      | 6:39  | Hi-8               |                                                                            |
| 有（失身）份                  | 1992      |       | 錄像裝置           |                                                                            |
| 碧麗珠                        | 1993      |       | 錄像裝置           |                                                                            |
| 借頭借路 III                  | 1995      |       | 錄像裝置           |                                                                            |
| 借頭借路 IV                   | 1996      |       | 錄像裝置           |                                                                            |
| 碧麗珠系列3：我只跟不相識的說 | 1996      |       | 錄像裝置           |                                                                            |
| 大運動                        | 1996      |       | 錄像裝置及表演藝術 | 錄像裝置中的錄像於2016年重製                                               |
| 大動作 #1/10                  | 1996      | 5:44  | Hi-8               | 以SVHS編輯                                                                 |
| 錄像圈：循環歌劇              | 1996      |       | 錄像裝置           | 錄影圈為一個由32個電視螢幕組成的裝置，由榮念曾構思設計                     |
| 大運動之紅籌                  | 1997      |       | 錄像裝置           |                                                                            |
| 過氣                          | 1997-2000 | 5:10  | DV                 |                                                                            |
| 甘                            | 1998      |       | 錄像裝置           |                                                                            |
| 循環影院                      | 1999      | 12:00 | DV                 |                                                                            |
| 循環影院                      | 2000      | 8:00  | DV + 錄像裝置      |                                                                            |
| 為了某些原因                  | 2003      | 10:51 | DV                 |                                                                            |
| 未                            | 2004      | 10:00 | 錄像裝置           |                                                                            |
| 阿運會                        | 2010      | 4:02  | DV                 |                                                                            |
| For Some Blues                | 2015      | 2:30  | DV                 |                                                                            |
| 意志的幽靈                    | 2019      |       |                    |                                                                            |
| 現實的幽靈                    | 2019      |       |                    |                                                                            |
| 光之凝                        | 2022      |       |                    | M+及巴塞爾藝術展共同委約作品，於2022年5月20日至6月19日期間在M+幕牆上放映。 |